# Challenger de Oeiras Indoor III 2025
El torneo Oeiras Indoors III 2025 fue un torneo de tenis perteneció al ATP Challenger Tour 2025 en la categoría Challenger 100. Se trató de la 7ª edición; el torneo tuvo lugar en la ciudad de Oeiras (Portugal), desde el 21 hasta el 26 de enero de 2025 sobre pista dura bajo techo.

## Jugadores participantes del cuadro de individuales
| Preclasificado | País                        | Jugador             | Rank1 | Posición en el torneo |
| 1              | Bandera de Hungría          | Márton Fucsovics    | 99    | Segunda ronda         |
| 2              | Bandera de Estados Unidos   | Christopher Eubanks | 102   | Primera ronda         |
| 3              | Bandera de los Países Bajos | Jesper de Jong      | 111   | Primera ronda         |
| 4              | Bandera de Suiza            | Alexander Ritschard | 118   | Primera ronda         |
| 5              | Bandera de Bélgica          | Raphaël Collignon   | 120   | Primera ronda         |
| 6              | Bandera de Alemania         | Dominik Koepfer     | 124   | Primera ronda         |
| 7              | Bandera de Portugal         | Jaime Faria         | 125   | Primera ronda         |
| 8              | Bandera de Eslovaquia       | Lukáš Klein         | 144   | Primera ronda         |

- 1 Se ha tomado en cuenta el ranking del 13 de enero de 2024.

### Otros participantes
Los siguientes jugadores recibieron una invitación (wild card), por lo tanto ingresan directamente al cuadro principal (WC):
- Pedro Araújo
- Gastão Elias
- Frederico Ferreira Silva

Los siguientes jugadores ingresan al cuadro principal tras disputar el cuadro clasificatorio (Q):
- Ignacio Buse
- Liam Draxl
- Mark Lajal
- Daniel Rincón
- Denis Yevseyev
- Beibit Zhukayev

## Campeones

### Individual Masculino
- Alexander Blockx derrotó en la final a  Liam Draxl por 7–5, 6–1

### Dobles Masculino
- Liam Draxl /  Cleeve Harper derrotaron en la final a  Matwé Middelkoop /  Denys Molchanov por 1–6, 7–5, [10–6]